# Stazione di Terzigno (Circumvesuviana)
Stazione di Terzigno (Circumvesuviana) vasútállomás Olaszországban, Terzigno településen.

## Vasútvonalak
Az állomást az alábbi vasútvonalak érintik:
- Nápoly–Ottaviano–Sarno-vasútvonal

## Kapcsolódó állomások
A vasútállomáshoz az alábbi állomások vannak a legközelebb:
- Stazione di Flocco (Stazione di Sarno (Circumvesuviana), Nápoly–Ottaviano–Sarno-vasútvonal)
- Stazione di Casilli (Stazione di Napoli Porta Nolana, Nápoly–Ottaviano–Sarno-vasútvonal)